# Waterschap Haskerdijken
Haskerdijken was een waterschap gelegen in de Nederlandse gemeente Haskerland in de provincie Friesland. Het waterschap, dat een zelfstandig overheidsorgaan was van 1926 tot 1962, besloeg een oppervlakte van ongeveer 57 hectare grenzend aan het toenmalige gebied van de polder van het 4de en 5de Veendistrict.
Het waterschap had als doel het regelen van de waterstand voor het gebied van de polder, waarvoor de dijken in 1926 werden aangelegd. De bemaling vond plaats door de aangrenzende polder van het 4de en 5de Veendistrict, die door de inpoldering van Haskerdijken minder last had van lekwater. In 1939 liep de polder onder, nadat een duiker in de polderdijk het had begeven. Hierop werden de dijken verhoogd en de duiker vervangen. In 1962 ging het waterschap over naar de polder van het 4de en 5de Veendistrict vanwege de financiële situatie. Na verdere fusies valt het gebied vanaf 2004 onder Wetterskip Fryslân.